# زیگفرید کاشه
زیگفرید کاشه (۱۸ ژوئن ۱۹۰۳–۷ ژوئن ۱۹۴۷) سفیر آلمان نازی در کشور مستقل کرواسی بود و همچنین با مرتبه اوبه‌گقوپن‌فیوقه در اشتوم‌آبتایلونگ (اس‌آ)، یکی از شاخه‌های شبه نظامی حزب نازی خدمت کرد. کاشه رهبر پیشنهادی برای رایش کمیساریات مسکو بود، هرچند بعدها اجرای این طرح تحقق نیافت. او در تاریخ ۷ ژوئن ۱۹۴۷ به دلیل جنایات جنگی در یوگسلاوی به دار آویخته شد.

## اوایل زندگی
کاشه در اشتراوسبرگ متولد شد. او پس از گذراندن دانشکده افسری در پوتسدام و آکادمی نظامی لیشترفلده، سال‌های ۱۹۱۹ تا ۱۹۲۰ را در فرایکور در برلین و کشورهای حوزه دریای بالتیک گذراند. او در سال ۱۹۲۵ به اشتوم‌آبتایلونگ (اس‌آ) پیوست و در سال ۱۹۲۶ به عضویت حزب نازی درآمد.  او همچنین رهبر اس‌آ در پامرنیا بود. کاشه در سال‌های ۱۹۲۸ تا ۱۹۳۱، معاون گاولایتر در اوستمارک بود، و در سپتامبر ۱۹۳۰ به رایستاگ (پارلمان) راه یافت. در سال ۱۹۳۴، کاشه در اس‌آ به درجه اوبه‌گقوپن‌فیوقه که درجه ای برابر با سپهبد در ورماخت (نیروهای مسلح آلمان نازی) بود؛ دست یافت. کاشه یکی از معدود افسران عمومی اس‌آ بود که از شب دشنه‌های بلند جان سالم به در برد.  کاشه با دخالت هرمان گورینگ در پرونده خود توانست جان سالم به در برد.

## به عنوان سفیر در کرواسی
در آوریل ۱۹۴۱، کاشه برای انجام خدمات دیپلماتیک وارد وزارت خارجه شد. در ۱۵ آوریل ۱۹۴۱، زمانی که آلمان کشور مستقل کرواسی را به رسمیت شناخت، کاشه به عنوان سفیر در این کشور انتخاب شد. او در ۲۰ آوریل وارد زاگرب شد. در جلسه رهبری نازی‌ها در ۱۶ ژوئیه طبق برنامه‌ریزی انجام شده او به عنوان رایش کمیسر آینده مستعمره نازی‌ها به نام مسکو انتخاب شد. این مستعمره قرار بود سرزمین‌های اصلی روسیه مرکزی و شمالی تا کوه‌های اورال را شامل شود.  واقعیت‌های نظامی در جبهه شرقی در طول زمستان ۱۹۴۱–۱۹۴۲ مانع از اجرای این پروژه شد و مستعمره مسکو فقط در حد یک برنامه باقی ماند.
در کشور مستقل کرواسی، کاشه از تلاش مشترک نیروهای محور علیه پارتیزان‌های یوگسلاوی حمایت کرد. از آنجایی که او به آنته پاولیچ و «انقلاب اوستاشه» بسیار علاقه داشت، سیاست‌ها و اقدامات اوستاشه (حزب فاشیست کرواسی) را توجیه می‌کرد و به همین دلیل هیتلر او را از پاولیچ هم کروات‌تر خواند.  کاشه به‌طور دائم با ادموند گلایسه-هورستناو، ژنرال تام‌الاختیار آلمان‌ها در کشور مستقل کرواسی در کشمکش بود.  پس از توطئه ناموفق لورکوویچ-ووکیچ در سال ۱۹۴۴، که تلاشی برای همسو کردن کشور مستقل کرواسی با متفقین بود، کاشه سرانجام فرصتی یافت تا ژنرال گلایسه-هورستناو را بدنام کرده و او را مجبور به ترک کردن کرواسی کند، چرا که او در این توطئه نقش داشت. 

## جرائم جنگی
در طول جنگ جهانی دوم، بسیاری از صرب‌ها از کرواسی تبعید شدند - برخی به صربستان و برخی دیگر به آلمان. دستور اخراج صرب‌ها از سوی رهبران دولت مستقل کرواسی صادر نشد؛ چرا که آن‌ها ترجیح می‌دادند صرب‌ها را در داخل مرزهای خود بکشند، یا به عنوان برده بازداشت کنند یا به اجبار به دین دیگری درآورند. با توجه به دادگاه نورنبرگ، کنفرانسی در نمایندگی آلمان به ریاست زیگفرید کاشه برگزار شد که در آن تصمیم گرفته شد اسلوونیایی‌ها را به اجبار به کرواسی و صربستان و صرب‌ها را از کرواسی به صربستان منتقل کنند. این تصمیم در تلگرافی از وزارت امور خارجه آلمان، "شماره ۳۸۹، مورخ ۳۱ مه ۱۹۴۱"بیان شد. او در ۱۸ آوریل ۱۹۴۴ به برلین گزارش داد که «کرواسی یکی از کشورهایی است که مشکل یهودیان در آن حل شده‌است».

## پس از جنگ
پس از پایان جنگ در اروپا، کاشه توسط متفقین به یوگسلاوی بازگردانده شد. او در ماه مه ۱۹۴۷ توسط دادگاه عالی جمهوری خلق کرواسی محاکمه شد و در ۷ ژوئن ۱۹۴۷ به دار آویخته شد.